# Luigi Riccoboni
Luigi Riccoboni, född omkring 1675 i Modena, död den 6 december 1753 i Paris, var en italiensk teaterledare och författare.
Riccoboni blev 1699 direktör för en teatertrupp i Lombardiet och verkade för italienska teaterns ombildning efter franskt mönster samt sökte bortdriva commedia dell' arte. År 1716 begav han sig till Paris och ledde där med stor framgång en italiensk teater i Hôtel de Bourgogne. Riccoboni utgav 1718 sina egna ungdomsdramer under titeln Nouveau théâtre italien. Bland hans övriga skrifter äger Histoire du théâtre italien (2 band, 1728-31) värde. 
Han var gift med Elena Riccoboni. Sonen Antonio Francesco Riccoboni, född 1707, död 1772, vann framgång som lustspelsförfattare och med arbetet L'art du théâtre (1750), och dennes hustru Marie Jeanne (född Laboras de Mézières 1713, död 1792), författade känslosamma och på sin tid högligen omtyckta romaner i brevform. Hennes Oeuvres complètes utgavs bland annat 1786 (i 8 band), 1818 (i 6 band) och 1865 (1 band). 